# 1917 (phim)
1917 là một bộ phim điện ảnh đề tài chiến tranh sử thi năm 2019 do Sam Mendes đạo diễn kiêm sản xuất và đồng biên kịch. Phim có sự tham gia diễn xuất của George MacKay, Dean-Charles Chapman trong vai hai nhân vật chính, cùng với Mark Strong, Andrew Scott, Richard Madden, Claire Duburcq, Colin Firth và Benedict Cumberbatch trong các vai phụ. 1917 dựa trên một câu chuyện có thật của ông nội Mendes, kể về hai chàng lính trẻ người Anh trong đỉnh điểm Thế chiến I được giao nhiệm vụ chuyển một thông điệp đến Tiểu đoàn 2, với nội dung cảnh báo về cuộc phục kích của quân đội Đức nếu họ thực hiện một cuộc tấn công đã lên kế hoạch từ trước. Nhiệm vụ này càng trở nên quan trọng hơn khi anh trai của một trong hai người nằm trong đợt ra quân đầu tiên của Tiểu đoàn 2.
Dự án được chính thức công bố vào tháng 6 năm 2018, sau đó MacKay và Chapman đã ký hợp đồng diễn xuất vào tháng 10; những diễn viên còn lại lần lượt tham gia dự án vào tháng 3 năm sau. Quá trình ghi hình diễn ra từ tháng 4 đến tháng 6 năm 2019 tại Anh, trong đó nhà quay phim Roger Deakins cùng nhà dựng phim Lee Smith sử dụng những cảnh quay dài để toàn bộ tác phẩm trở thành một bộ phim không cắt cảnh.
1917 có buổi công chiếu ra mắt tại Anh Quốc vào ngày 4 tháng 12 năm 2019. Phim được hãng Universal Pictures khởi chiếu rộng rãi tại Hoa Kỳ vào ngày 25 tháng 12, và tại Anh Quốc vào ngày 10 tháng 1 năm 2020 bởi hãng Entertainment One. Bộ phim đã nhận những lời tán dương không ngớt từ giới phê bình và là một thành công lớn tại phòng vé với tổng danh thu trên toàn thế giới là 368,7 triệu USD. Tác phẩm nhận được nhiều đề cử và giải thưởng danh giá, trong đó có mười đề cử tại Giải Oscar lần thứ 92 và chiến thắng ba hạng mục: Quay phim xuất sắc nhất, Hiệu ứng hình ảnh xuất sắc nhất cùng Hòa âm hay nhất. Phim cũng giành giải Phim chính kịch xuất sắc nhất và Đạo diễn xuất sắc nhất tại Giải Quả cầu vàng lần thứ 77. Ngoài ra, 1917 còn vinh dự nằm trong danh sách tốp 10 tác phẩm điện ảnh hay nhất năm 2019 do Ủy ban Quốc gia về Phê bình Điện ảnh và Viện phim Mỹ bầu chọn. Đây cũng là bộ phim cuối cùng giành giải Oscar cho Hòa âm hay nhất, trước khi giải thưởng được hợp nhất với Biên tập âm xuất sắc nhất thành một hạng mục duy nhất là Giải Oscar cho Âm thanh hay nhất.

## Nội dung
Vào ngày 6 tháng 4 năm 1917, trinh sát trên không quan sát thấy quân đội Đức, vốn đã rút lui khỏi một khu vực của Mặt trận phía Tây nước Pháp trước đó, đang đưa quân đến Phòng tuyến Hindenburg, nơi bọn chúng sẽ áp đảo quân đội Anh bằng pháo binh. Vì những đường dây điện thoại dã chiến đã bị cắt, nên hai người lính trẻ Anh Quốc, Schofield và Blake, được Đại tướng Erinmore giao nhiệm vụ chuyển một mệnh lệnh của ông tới Đại tá Mackenzie thuộc Tiểu đoàn 2 của Trung đoàn Devonshire, nhằm cảnh báo cuộc tấn công theo kế hoạch sẽ gây nguy hiểm cho mạng sống của 1.600 người, bao gồm cả anh trai của Blake, Trung úy Joseph Blake.
Schofield cùng Blake băng qua "vùng không người" và đi đến những chiến hào bỏ hoang của quân đội Đức. Trong hầm trú ẩn dưới lòng đất, hai người phát hiện nơi này đã bị lính Đức gài bẫy. Sau đó, một con chuột chạy lên cái bẫy và kích hoạt nó, khiến cho khu vực mà Schofield đứng bị nổ tung. Vụ nổ gần như giết chết Schofield, nhưng Blake đã lôi anh ra khỏi đống đổ nát rồi cùng nhau chạy ra ngoài hầm.
Cả hai đến một trang trại bỏ hoang, nơi họ chứng kiến một cuộc không chiến nhỏ giữa ba chiếc máy bay của Đức và quân Đồng minh gần đó. Một lát sau, chiếc máy bay Đức lao vào trang trại, rồi Schofield cùng Blake liền chạy đến để cứu viên phi công; tuy nhiên, hắn ta lại đâm Blake và bị Schofield hạ gục. Schofield an ủi Blake trước khi anh chết, hứa sẽ hoàn thành nhiệm vụ và viết thư cho mẹ Blake. Sau khi chôn cất Blake, lấy nhẫn, thẻ bài cũng như lá thư của Erinmore từ người Blake, Schofield tiếp tục thực hiện nhiệm vụ và được một đội quân Anh đi qua đón.
Một cây cầu kênh gần Écoust-Saint-Mein bị phá hủy, làm cho đoàn xe không thể đi qua, thế nên Schofield đành phải chia tay họ. Anh sử dụng những gì còn sót lại của cây cầu để băng qua kênh, và bị một tay bắn tỉa Đức phát hiện và tấn công. Sau đó Schofield bắn hắn trọng thương và tiến vào căn nhà nơi tay bắn tỉa ẩn nấp, rồi cả hai bắn nhau; tên lính bị giết, còn Schofield thì lịm đi vì vết thương.
Schofield tỉnh dậy vào ban đêm và đi đến một thị trấn đang chìm trong biển lửa. Khi bị một tên lính Đức đuổi theo, Schofield tình cờ đi vào nơi ẩn náu của một phụ nữ Pháp và một em bé mồ côi cha mẹ. Cô đã sơ cứu vết thương cho Schofield, rồi chàng lính trẻ để lại sữa cùng một số đồ dùng khác cho cô và em bé trước khi rời đi, bất chấp lời cầu xin của người phụ nữ. Schofield sau đó bóp cổ một tên lính Đức nhằm bịt mồm hắn, chạy qua gã đồng đội say rượu rồi trốn thoát khỏi một tên lính khác bằng cách nhảy xuống sông. Anh bị dòng nước cuốn xuống một thác nước trước khi dạt vào bờ sông. Trong rừng, Schofield tìm thấy Đại đội Devon 2 khi họ đang chuẩn bị cho đợt tấn công cuối cùng. Lúc đại đội bắt đầu hành quân, Schofield cố gắng tiếp cận Đại tá Mackenzie để giao bức thư.
Schofield đến Tiểu đoàn 2 vào buổi sáng ngay trước khi cuộc tấn công bắt đầu. Vì chiến hào quá chật chội nên anh đành phải chạy nước rút trên chiến trường, trong lúc bộ binh Anh bắt đầu tấn công và bị áp đảo dữ dội bởi pháo binh Đức. Cuối cùng anh đã gặp chỉ huy của tiểu đoàn, Đại tá Mackenzie, và cuộc tấn công bị hoãn lại.
Schofield sau đó tìm được Joseph Blake - một trong những người nằm trong quân đợt đầu nhưng không bị thương, đồng thời cũng là anh ruột của người lính trẻ Blake đã chết trước đó. Schofield thông báo cho Joseph về cái chết của Blake, điều đó làm cho Joseph rất buồn, nhưng đã cảm ơn Schofield vì những nỗ lực của anh. Schofield yêu cầu được viết thư cho mẹ của Blake để nói với bà ấy về việc làm anh hùng của Blake, và Joseph đồng ý.
Schofield bước đi và ngồi dưới gốc cây gần đó, cuối cùng cũng có thể nghỉ ngơi sau khi hoàn thành nhiệm vụ, đồng thời tiết lộ rằng anh có hai cô con gái nhỏ và một người vợ đang chờ anh trở về.

## Diễn viên
- George MacKay vai Will Schofield
- Dean-Charles Chapman vai Tom Blake
- Mark Strong vai Đại úy Smith
- Andrew Scott vai Trung úy Leslie
- Richard Madden vai Trung uý Joseph Blake
- Claire Duburcq vai Lauri
- Colin Firth vai Đại tướng Erinmore
- Benedict Cumberbatch vai Đại tá Mackenzie
- Daniel Mays vai Trung sĩ Sanders
- Adrian Scarborough vai Thiếu tá Hepburn
- Jamie Parker vai Trung úy Richards
- Michael Jibson vai Trung úy Hutton
- Richard McCabe vai Đại tá Collins
- Nabhaan Rizwan vai Sepoy
- Michael Cornelius vai Bình nhì Cornelius
- Daniel McMillon vai lính bắn tỉa
- Anson Boon vai Binh nhì Cook

## Sản xuất

### Tiền kỳ
Amblin Partners và New Republic Pictures cho biết cả hai công ty đã mua lại bản quyền của dự án vào tháng 6 năm 2018, trong đó vai trò chỉ đạo đạo diễn thuộc về Sam Mendes; ông cũng chấp bút cho phần kịch bản phim cùng với Krysty Wilson-Cairns. Tháng 8 năm 2019, Mendes tuyên bố rằng bộ phim mới của ông "là câu chuyện về một người đưa tin có thông điệp cần phải gửi đi. Và đó là tất cả những gì tôi có thể nói. Nó đã được kể cho tôi nghe từ khi còn là một đứa trẻ, và câu chuyện (hoặc đoạn) này rõ ràng là đã được tôi mở rộng đáng kể. Tuy nhiên, câu chuyện cũng chứa những cốt lõi của riêng nó." Những ý tưởng cho một kịch bản, mà Mendes chắp bút cùng với Krysty Wilson-Cairns, xuất phát từ câu chuyện mà ông của Mendes, Alfred Mendes, một người gốc Trinidad, đã giao thông điệp cho quân đội Anh ở Mặt trận phía Tây, kể lại cho vị đạo diễn nghe. Mendes nói: "Tôi cảm thấy có nghĩa vụ cần phải tri ân ông của mình. Điều quan trọng cần phải nhớ là họ đang đấu tranh cho một châu Âu tự do và thống nhất. Thật tuyệt khi bây giờ được nhắc lại điều đó."

### Tuyển vai
Tom Holland được xác nhận đang trong quá trình đàm phán để tham gia bộ phim vào tháng 9 năm 2018, mặc dù sau đó anh đã rời khỏi dự án do bị ràng buộc hợp đồng để thực hiện các cảnh quay lại cho Hành tinh hỗn loạn vào tháng 4 năm 2019. Tháng 10 năm 2018, Roger Deakins đã tái hợp với Mendes với vai trò quay phim. Đồng thời, George MacKay và Dean-Charles Chapman cũng tham gia đàm phán để đóng vai chính trong cùng tháng đó. Thomas Newman được mời về đảm nhiệm vai trò soạn nhạc cho bộ phim vào tháng 3 năm 2019. Cũng trong tháng 3, Benedict Cumberbatch, Colin Firth, Mark Strong, Richard Madden, Andrew Scott, Daniel Mays, Adrian Scarborough, Jamie Parker, Nabhaan Rizwan và Claire Duburcq lần lượt tham gia vào tác phẩm với các vai diễn phụ.

### Quay phim
Roger Deakins là nhà quay phim chính cùa bộ phim, đây cũng là lần hợp tác thứ tư của ông với Mendes, đầu tiên là trong tác phẩm Jarhead năm 2005. Việc quay phim được thực hiện dưới hình thức cú máy dài và các cảnh quay camera chuyển động được dàn dựng công phu để mang lại hiệu quả của hai cảnh quay liên tục. Mặc dù báo chí thường nói rằng bộ phim chỉ được ghi hình trong một cảnh quay duy nhất, tuy nhiên có một phân đoạn nó đã chuyển dần sang màu đen, khi Schofield bị bắn và bất tỉnh. Mendes giải thích: "Điều đó có liên quan đến một sự thật, rằng tôi muốn tác phẩm diễn ra từ chiều đến tối, rồi sau đó là từ tối đến bình minh. Tôi muốn nó diễn ra ở hai thời điểm... Tôi muốn đưa nó đi đến nơi giống như là một ảo giác. Một nơi nào đó siêu thực hơn, gần giống như giấc mơ. Và nó cũng thật là khủng khiếp".
1917 là phim điện ảnh đầu tiên sử dụng máy quay điện ảnh kỹ thuật số Arri Alexa Mini LF đề ghi hình. Ban đầu Deakins muốn sử dụng một máy quay có cảm biến máy ảnh định dạng lớn, nhưng sau đó lại cho rằng máy quay Alexa LF nguyên gốc có kích thước cũng như khối lượng quá lớn để có thể quay được những cảnh quay thân mật. Hãng Arri đã cung cấp cho ông một máy Mini LF vào thời điểm hai tháng trước khi quá trình quay phim khởi động, và thêm hai máy quay nữa vào thời điểm một tuần trước ngày ghi hình. Ông sử dụng các ống kính Arri Signature Prime với ba tiêu cự khác nhau: một ống kính 40 mm cho hầu kết các cảnh quay, một ống kính rộng hơn cỡ 35 mm ho các cảnh tquay rong đường hầm và boongke để nhấn mạnh cự ngột ngạt, và một ống kính hẹp 47 mm ở cảnh quay trên sông nhằm làm mờ phần bối cảnh.
Quá trình ghi hình diễn ra vào ngày 1 tháng 4 năm 2019 đến tháng 6 năm 2019 tại Wiltshire, Hankley Common ở Surrey và Govan, cũng như tại Phim trường Shepperton. Các nhà bảo tồn đã lo ngại về việc quay phim trên đồng bằng Salisbury vì họ cảm thấy rằng việc sản xuất có thể làm xáo trộn những thứ chưa được khám phá tại đó, và đã yêu cầu một cuộc thăm dò khu vực trước khi khởi động bất kỳ quá trình sản xuất nào. Ngoài ra, một số phân đoạn còn yêu cầu có sự tham gia của tối đa 500 diễn viên quần chúng.
Một số phân cảnh của bộ phim cũng được quay gần Low Force, trên sông Tees thuộc Teesdale vào tháng 6 năm 2019. Nhân viên sản xuất phải lắp đặt các biển cảnh báo cho người đi bộ trong khu vực để họ không làm gián đoạn quá trình ghi hình. Các cảnh trên sông hầu hết được quay bằng máy bay không người lái, đồng thời các diễn viên và đoàn làm phim được một chuyên gia phiêu lưu địa phương hướng dẫn để đảm bảo an toàn trong các cảnh quay nguy hiểm.

### Âm nhạc
Album nhạc phim của 1917 được sáng tác bởi Thomas Newman, cộng tác viên lâu năm của đạo diễn Sam Mendes. Album đã được đề cử Giải Oscar cho nhạc phim hay nhất (đề cử thứ tư của Newman cho một bộ phim của Mendes), Giải BAFTA cho nhạc phim hay nhất và Giải Quả cầu vàng cho nhạc phim hay nhất, cùng với nhiều giải thưởng khác.
| Album phiên bản tiêu chuẩn | Album phiên bản tiêu chuẩn | Album phiên bản tiêu chuẩn |
| STT                        | Nhan đề                    | Thời lượng                 |
| -------------------------- | -------------------------- | -------------------------- |
| 1.                         | "1917"                     | 1:17                       |
| 2.                         | "Up the Down Trench"       | 6:19                       |
| 3.                         | "Gehenna"                  | 3:34                       |
| 4.                         | "A Scrap of Ribbon"        | 6:29                       |
| 5.                         | "The Night Window"         | 3:41                       |
| 6.                         | "The Boche"                | 3:21                       |
| 7.                         | "Tripwire"                 | 1:40                       |
| 8.                         | "A Bit of Tin"             | 2:02                       |
| 9.                         | "Lockhouse"                | 4:04                       |
| 10.                        | "Blake and Schofield"      | 4:20                       |
| 11.                        | "Milk"                     | 10:10                      |
| 12.                        | "Écoust-Saint-Mein"        | 2:36                       |
| 13.                        | "Les Arbres"               | 3:36                       |
| 14.                        | "Engländer"                | 4:29                       |
| 15.                        | "The Rapids"               | 1:29                       |
| 16.                        | "Croisilles Wood"          | 2:06                       |
| 17.                        | "Sixteen Hundred Men"      | 6:32                       |
| 18.                        | "Mentions in Dispatches"   | 3:44                       |
| 19.                        | "Come Back to Us"          | 5:39                       |
| Tổng thời lượng:           | Tổng thời lượng:           | 1:17:08                    |

## Phát hành
Tác phẩm ra mắt lần đầu vào ngày 4 tháng 12 năm 2019, tại Buổi chiếu phim Hoàng gia 2019. Sau đó 1917 bắt đầu phát hành hạn chế ở Hoa Kỳ và Canada vào ngày 25 tháng 12 năm 2019 tại mười một địa điểm, trước khi phim được phát hành rộng rãi vào ngày 10 tháng 1 năm 2020.
Universal Pictures đã chi khoảng 115 triệu USD để in ấn và quảng bá cho bộ phim.

### Phương tiện tại gia
1917 được phát hành dưới định dạng phim số Digital HD vào ngày 10 tháng 3 năm 2020, và dưới cách định dạng đĩa vật lý DVD, Blu-ray và Ultra HD Blu-ray vào ngày 24 tháng 3 năm 2020.

## Đón nhận

### Doanh thu phòng vé
1917 đã thu về 159,2 triệu USD ở Hoa Kỳ và Canada và 208 triệu USD ở các quốc gia khác, với tổng doanh thu trên toàn thế giới là 368 triệu USD, so với kinh phí sản xuất của phim là 90–100 triệu USD. Deadline Hollywood ước tính lợi nhuận ròng của tác phẩm là 77 triệu USD.
Tại Hoa Kỳ, bộ phim đã thu về được 251.000 USD trong ngày công chiếu giới hạn đầu tiên. Doanh thu tuần đầu của 1917 là 570.000 USD, và tổng doanh thu trong vòng năm ngày là 1 triệu USD, với số tiền trung bình ở mỗi địa điểm là 91.636 USD. Bộ phim tiếp tục thu về tổng cộng 2,7 triệu USD trong 15 ngày phát hành giới hạn tiếp theo. Sau đó, phim đã được công chiếu rộng rãi vào ngày 10 tháng 1 và đã thu về 14 triệu USD vào ngày đầu tiên ra mắt, bao gồm 3,25 triệu USD từ các buổi xem trước vào tối thứ năm. Phim đã thu về 36,5 triệu USD vào dịp cuối tuần (vượt qua doanh thu ước tính ban đầu là 25 triệu USD), trở thành bộ phim đầu tiên truất ngôi Star Wars: Skywalker trỗi dậy tại phòng vé. Vào tuần thứ hai, tác phẩm đã thu về 22 triệu USD (và 26,8 triệu USD trong bốn ngày kỷ niệm sinh nhật của Martin Luther King Jr.), xếp thứ hai sau "tân binh" Những gã trai hư trọn đời. Sau đó, 1917 đã thu về 15,8 triệu USD và 7,7 triệu USD trong dịp cuối tuần tiếp theo. Vào dịp cuối tuần Lễ trao giải Oscar, tác phẩm thu về 9,2 triệu USD và vào dịp cuối tuần sau khi nó chiến tháng ba hạng mục ở giải thưởng, phim đã thu về được 8,1 triệu USD.

### Đánh giá chuyên môn
Trên hệ thống tổng hợp kết quả đánh giá Rotten Tomatoes, bộ phim nhận 89% lượng đồng thuận dựa trên 454 đánh giá, với điểm số trung bình là 8,4/10. Các nhà phê bình nhất trí rằng "Khốc liệt, nhập tâm cùng những thành tựu kỹ thuật ấn tượng, 1917 đã diễn tả lại những trận đánh chiến hào trong Thế chiến I một cách trần trụi và đầy kinh ngạc." Metacritic đã cho tác phẩm 78/100 điểm dựa trên 57 nhà phê bình, cho thấy "những đánh giá chung thuận lợi." Khán giả được khảo sát bởi CinemaScore đã cho bộ phim điểm trung bình "A−" theo thang điểm từ A+ đến F và PostTrak báo cáo phim được chấm 4,5/5 điểm từ những người xem mà họ khảo sát, với 69% trong số đó nói rằng "chắc chắn sẽ giới thiệu tác phẩm".
Nhiều nhà phê bình đã lựa chọn bộ phim vào danh sách những bộ phim hay nhất năm 2019, trong đó có Kate Erbland của IndieWire và Sheri Linden của The Hollywood Reporter. Viết cho tờ Hindustan Times, cây bút Rohan Naahar nhận định: "Tôi có thể tưởng tượng được tầm ảnh hưởng của 1917 đối với những khán giả không mấy quen thuộc với các kỹ thuật mà Sam Mendes và Roger Deakins đã sử dụng." Trong một bài đánh giá cho NPR, Justin Chang lại đưa ra nhận định kém tích cực hơn. Anh thừa nhận 1917 là một "thành tựu kỹ thuật đáng kinh ngạc" nhưng lại không cho rằng tổng thể tác phẩm ngoạn mục đến vậy, vì phong cách làm phim của Mendes với các cảnh quay liên tục "có thể gây mất tập trung". Nhà phê bình Manohla Dargis của The New York Times thì gọi tác phẩm này là "Bức họa chiến tranh được sắp xếp và làm sạch một cách cẩn thận [...], biến một trong những chương thảm khốc nhất của thời kỳ hiện đại thành một buổi trình chiếu đầy trang nhã." Alison Willmore từ Vulture lại so sánh 1917 với bộ phim chiến tranh Cuộc di tản Dunkirk (2017) theo chiều hướng tiêu cực: "Sự giả tạo trong tính thẩm mỹ đã lấn át mọi ý đồ khác của bộ phim."

### Giải thưởng và đề cử
1917 đã vinh dự góp mặt trong danh sách 10 phim điện ảnh cuối năm của nhiều nhà phê bình:
- Hạng 1 –  Sam Allard, Cleveland Scene[48]
- Hạng 1 –  Johnny Oleksinski, New York Post[49]
- Hạng 1 –  Tim Miller, Cape Cod Times[50]
- Hạng 1 –  Lawrence Toppman, The Charlotte Observer[51]
- Hạng 1 –  Mal Vincent, The Virginian-Pilot[52]
- Hạng 1 –  Sandy Kenyon, WABC-TV[53]
- Hạng 2 –  Randy Myers, The Mercury News[54]
- Hạng 3 –  Matt Goldberg, Collider[55]
- Hạng 3 –  Jason Rantz, KTTH[56]
- Hạng 3 –  Mara Reinstein, Us Weekly[57]
- Hạng 3 –  Chuck Yarborough, Cleveland Plain Dealer[58]
- Hạng 4 –  Lindsey Bahr, Associated Press[59]
- Hạng 4 –  Benjamin Lee, The Guardian[60]
- Hạng 4 –  Brian Truitt, USA Today[61]
- Hạng 5 –  Các nhân viên, Consequence of Sound[62]
- Hạng 5 –  Bruce Miller, Sioux City Journal[63]
- Hạng 6 –  Cary Darling, Houston Chronicle[64]
- Hạng 6 –  Peter Travers, Rolling Stone[65]
- Hạng 6 –  Ethan Alter, Marcus Errico và Kevin Polowy, Yahoo! Entertainment[66]
- Hạng 6 –  Chris Bumbray, JoBlo[67]
- Hạng 6 –  Peter Howell, Toronto Star[68]
- Hạng 7 –  David Crow, Den of Geek[69]
- Hạng 7 –  Tom Gliatto, People[70]
- Hạng 8 –  Todd McCarthy, The Hollywood Reporter[71]
- Hạng 8 –  Jeffrey M. Anderson, San Francisco Examiner[72]
- Hạng 8 –  Anita Katz, San Francisco Examiner[72]
- Hạng 8 –  Col Needham, IMDb[73]
- Hạng 9 –  Richard Whittaker, The Austin Chronicle[74]
- Hạng 9 –  Dann Gire, Chicago Daily Herald[75]
- Hạng 9 –  Mike Scott, New Orleans Times-Picayune[76]
- Hạng 10 –  Max Weiss, Baltimore Magazine[77]

1917 được xướng tên tại Giải Oscar lần thứ 92 với mười một đề cử, và đã chiến thắng hạng mục Quay phim xuất sắc nhất, Hòa âm thanh hay nhất và Hiệu ứng hình ảnh xuất sắc nhất. Phim cũng được đề cử tại ba hạng mục ở Giải Quả cầu vàng lần thứ 77 và chiến thắng Phim chính kịch hay nhất và Đạo diễn xuất sắc nhất. Đồng thời, tác phẩm cũng gặt hái được tám đề cử tại Giải Lựa chọn của các nhà phê bình điện ảnh lần thứ 25 và đem về ba giải thưởng, trong đó có Đạo diễn xuất sắc nhất; bộ phim đã dẫn đầu Giải BAFTA lần thứ 73 với 9 đề cử và đem về 7 tượng vàng, bao gồm Phim hay nhất, Đạo diễn xuất sắc nhất và Phim Anh hay nhất. Cuối cùng, tác phẩm giành được giải Phim có giá trị nhất năm 2020 bởi Điện ảnh Hòa bình. Ngoài ra, 1917 cũng vinh dự được Ủy ban đánh giá quốc gia và Viện phim Mỹ bầu chọn là một trong mười tác phẩm điện ảnh hay nhất năm.

## Tính xác thực lịch sử

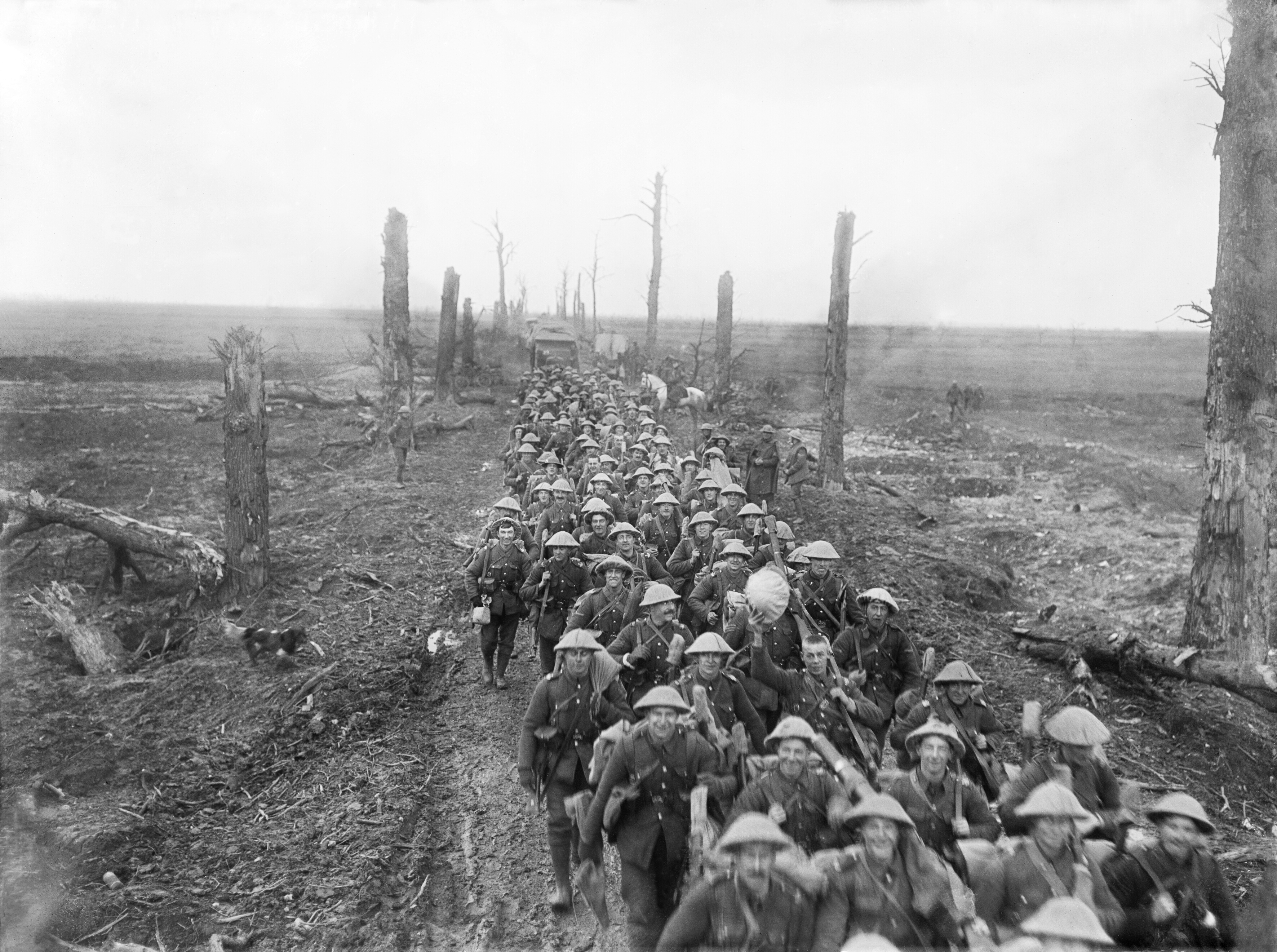
Binh sĩ Anh đang theo dõi động tĩnh của Quân đội Đức gần Brie, tháng 3 năm 1917.

Bộ phim lấy cảm hứng từ Chiến dịch Alberich, một cuộc đưa quân của Đức đến các vị trí mới dễ bảo vệ hơn thuộc Phòng tuyến Hindenburg, diễn ra trong khoảng thời gian từ ngày 9 tháng 2 đến ngày 20 tháng 3 năm 1917. Tuy nhiên, tất cả các nhân vật chính và phụ đều có vẻ là hư cấu.
Khi viết cho tờ Thời báo New York, cây bút Cathy Tempelsman cho rằng mạch truyện phim sẽ tạo ra một bức tranh "gây hiểu lầm nguy hiểm" về cuộc chiến, cho thấy "mối quan tâm về sự tôn nghiêm của con người từ trên xuống", trong khi thực tế là "sự thờ ơ đáng sợ của Bộ chỉ huy tối cao của Anh đã gây ra cái chết cho hàng trăm ngàn người lính của họ". Cô cũng nói thêm rằng "các anh hùng hư cấu và những điều kỳ diệu đã làm nên một bộ phim kỳ tích" để "thoát khỏi cuộc thảm sát thực sự của 'Đại chiến'", và trên thực tế, quy mô thương vong đến mức có thể mất 1.600 người không phù hợp với phản ứng của các nhân vật trong phim.
Bộ phim có dàn diễn viên phụ đa sắc tộc, trong đó các diễn viên da đen và Ấn Độ vào vai những người lính Anh trong chiến hào. Số lượng binh sĩ da đen phục vụ trong Quân đội Anh (chứ không phải là trung đoàn thuộc địa) trong Thế chiến I không được ghi rõ vì giấy tờ tuyển dụng không đề cập đến dân tộc của người lính. Tuy nhiên, những cuốn sách về Thế chiến I được xuất bản gần đây của các nhà sử học Stephen Bourne và David Olusoga (The World’s War) tiết lộ quân đội Anh có nhiều chủng tộc hơn so với con số mà người ta biết đến. Bourne nói: Các nhà sử học chỉ đơn giản là xem họ [lính da đen] không quan trọng, vì vậy họ đã bị bỏ qua. Họ đã hợp nhất vào các trung đoàn Anh [nhưng] việc thăng chức thật sự rất khó khăn". Hơn 15.000 người từ Caribbean đã nhập ngũ, bao gồm cả người Caribbean da đen sống ở Anh và đến năm 1915, họ đã hợp nhất lại với Trung đoàn Tây Ấn Anh. Đến năm 1916, bộ binh Ấn Độ đã rút khỏi Mặt trận phía Tây và được đưa đến Trung Đông, trong khi kỵ binh Ấn Độ vẫn còn chiến đấu ở đó.